# Richard Iwai
Richard Iwai (Vanuatu; 15 de marzo de 1979) es un futbolista vanuatuense retirado y actual director técnico. Tuvo una exitosa carrera con el Tafea, club con el que ganó 6 veces la Primera División de Vanuatu, además, es el goleador histórico de la selección vanuatuense.

## Carrera

### Como jugador
Debutó en el año 2000 jugando para el Tafea. En 2002 pasó al Suva FC y ese mismo año fue contratado por el Mitchelton FC australiano. Posteriormente intercaló entre el Tafea y el Mitchelton, consiguiendo, como mayores éxitos en su carrera, seis veces la Vanuatu Premia Divisen.

#### Clubes
| Club                     | País      | Año         |
| ------------------------ | --------- | ----------- |
| Tafea Football Club      | Vanuatu   | 2000 - 2002 |
| Suva Football Club       | Fiyi      | 2003        |
| Mitchelton Football Club | Australia | 2003 - 2005 |
| Tafea Football Club      | Vanuatu   | 2006 - 2007 |
| Mitchelton Football Club | Australia | 2008        |
| Tafea Football Club      | Vanuatu   | 2008 - 2011 |
| Mitchelton Football Club | Australia | 2011 - 2012 |

#### Selección nacional
Jugó 35 encuentros y convirtió 17 goles representado a Vanuatu. Ostenta el récord de ser el máximo goleador de la selección vanuatuense.

### Como entrenador
En 2012 fue entrenador del Spirit 08, y en 2013 el Amicale FC lo contrató de cara a la Liga de Campeones de la OFC.

#### Clubes
| Club                  | País    | Año  |
| --------------------- | ------- | ---- |
| Spirit 08             | Vanuatu | 2012 |
| Amicale Football Club | Vanuatu | 2013 |